# Pseudosmilia arrowi
Pseudosmilia arrowi is een keversoort uit de familie lieveheersbeestjes (Coccinellidae). De wetenschappelijke naam van de soort is voor het eerst geldig gepubliceerd in 1924 door Brèthes.